# 商丘淮海战役总前委旧址
商丘淮海战役总前委旧址，位于中华人民共和国河南省商丘市睢阳区闫集镇张菜园村，距商丘古城东南12公里，自1948年12月30日至1949年3月24日先后为淮海战役总前委、中原野战军司令部和渡江战役总前委之驻址。邓小平、陈毅及刘伯承在此指挥了淮海战役第三阶段的战斗。
1963年被列为第一批河南省文物保护单位，2013年被列为第七批全国重点文物保护单位。